# Hamgyong Bắc
Hamgyŏng-puk (Hàm Kính Bắc) là một tỉnh nằm ở phía đông bắc của Cộng hòa Dân chủ Nhân dân Triều Tiên. Tỉnh này được lập năm 1896 từ nửa phía bắc của tỉnh Hamgyŏng cũ, là một tỉnh của Triều Tiên cho đến năm 1945, sau đó trở thành một tỉnh của CHDCND Triều Tiên. Thủ phủ là Ch'ŏngjin.

## Địa lý
Hamgyong Bắc có biên giới với tỉnh Cát Lâm của Trung Quốc về phía bắc, giáp với tỉnh Hamgyong Nam về phía tây nam, và tỉnh Ryanggang về phía tây. Phía đông của tỉnh là biển Nhật Bản. Tỉnh từng có đường biên giới ngắn với Nga khi thành phố trực thuộc trung ương Rasŏn nằm ở góc phía đông bắc của tỉnh này còn là một phần của Hamgyŏng Bắc cho đến năm 1993. Năm 2004, Rason tạm thời được tái hợp lại với tỉnh và kể từ năm 2010, Rason chuyển sang trạng thái của một đô thị tự trị đặc biệt.

## Kinh tế
Hamgyong Bắc là nơi thử nghiệm tên lửa Musudan-ri của chính quyền CHDCND Triều Tiên. Do nằm ở vị trí khá xa thủ đô Bình Nhưỡng, tỉnh cũng là nơi có nhiều trại lao động và trại cải tạo để lưu đày những tù nhân chính trị của chế độ họ Kim, bao gồm các trại ở Hoeryong, Chongori, Chongjin và Hwasong. Trong quá khứ, tỉnh còn có một trại tập trung ở Onsong, nhưng đã bị đóng cửa sau một cuộc bạo loạn của tù nhân năm 1987.
Hầu hết những người Triều Tiên đào tẩu đang sống ở Hàn Quốc đều đến từ tỉnh Hamgyong Bắc, sau khi họ băng qua sông Đồ Môn tương đối nông để sang Trung Quốc. Do đó, tỉnh và người dân ở đó là một trong những chủ đề được nghiên cứu nhiều nhất về Bắc Triều Tiên. Những đặc điểm của tỉnh, mà nhà phân tích Fyodor Tertitskiy đã mô tả là "không chỉ là một nơi rất khắc nghiệt mà còn là một nơi rất buồn tẻ", có xu hướng được khái quát cho cả đất nước, mặc dù chúng không mang tính đại diện.
Trong các nghiên cứu quan trọng về Bắc Triều Tiên, Hamgyong Bắc nổi tiếng là khu vực bị chính quyền bỏ quên và kém phát triển ngay cả so với tiêu chuẩn của đất nước. Đó là nơi mà nạn đói vào những năm 1990 xảy ra trầm trọng nhất và tình trạng thiếu lương thực vẫn tiếp diễn đến tận những năm 2020.

## Đơn vị hành chính
Tỉnh này được chia ra làm 3 thành phố ("Si") và 12 huyện ("Kun"). Một trong 3 thành phố, (Ch'ŏngjin) được chia ra thành 7 phường ("Kuyeok").

### Thành phố
- Ch'ŏngjin-si (청진시; 淸津市)
  - Ch'ŏngam-guyŏk (청암구역; 青岩區域)
  - P'ohang-guyŏk (포항구역; 浦港區域)
  - Puyun-guyŏk (부윤구역; 富潤區域)
  - Ranam-guyŏk (라남구역; 羅南區域)
  - Sinam-guyŏk (신암구역; 新岩區域)
  - Songp'yŏng-guyŏk (송평구역; 松坪區域)
  - Sunam-guyŏk (수남구역; 水南區域)
- Hoeryŏng-si (회령시; 會寧市)
- Kimch'aek-si (김책시; 金策市)

### Huyện
| - Hwadae 화대군/花\|坮郡 - Kilju 길주군/吉州郡 - Kyonghung 경흥군/慶興郡 | - Kyongsong 경성군/鏡城郡 - Kyongwon 경원군/慶源郡 - Musan 무산군/茂山郡 | - Myongchon 명천군/明川郡 - Myonggan 명간군/明澗郡 - Onsong 온성군/穩城郡 | - Orang 어랑군/漁郞郡 - Puryong 부령군/富寧郡 - Yonsa 연사군/延社郡 |